# 平田インターチェンジ (福島県)
平田インターチェンジ（ひらたインターチェンジ）は、福島県石川郡平田村にあるあぶくま高原道路のインターチェンジである。

## 道路
- E80 あぶくま高原道路（7番）

## 接続する路線
- 国道49号

## 道路施設
平田ICランプ橋
- 全長：34.0m
- 幅員：3.5(7.0）m
- 形式：PCポステン単純コンポ桁橋
- 竣工：2003年度

平田村上蓬田字古屋敷に位置し一級水系阿武隈川水系社川支流北須川を渡る。本線の北須川橋の直下流に架かり上り線オフランプを通す。総工費は1億2100万円。
横森前橋
- 全長：24.0 m
- 幅員：7.5 ×2 (14.5)m
- 形式：PC単純プレテン中空床版桁橋
- 竣工：2003年度（平成15年度）

平田村上蓬田字古屋敷に位置し一級水系阿武隈川水系社川支流北須川を渡る。インターチェンジランプ路終点部であり、北詰の丁字路にて国道49号と接続する。総工費は7千万円。橋名は国道を挟んで北側にある字横森前より取られている。

## 周辺
- 道の駅ひらた
- ひらた中央病院
- ジュピアランドひらた
- 平田村役場

## 隣
E80 あぶくま高原道路
(6) 平田西IC - (7) 平田IC - (8) 小野IC